# Strategisches Controlling
Strategisches Controlling bildet einen Teilbereich des Controlling und steht damit in direkter Zuordnung zu dem generellen Controlling-Begriff. Wird Controlling als spezielle Führungsunterstützung verstanden (soweit Controlling nicht von Führungskräften selbst wahrgenommen wird), handelt es sich bei strategischem Controlling um die Unterstützung des strategischen Managements (= strategischer Unternehmensführung).

## Ziel, Aufgaben und Prozess
Ziel des unternehmensbezogenen Controllings ist die Erhaltung und erfolgreiche Weiterentwicklung von Unternehmen. Bei Ausrichtung auf die Ergebnis- bzw. Wertziele eines Unternehmens kann Controlling als Konzept der Führungsunterstützung, und
zwar im Hinblick auf die ergebnis- bzw. wertzielorientierte Rationalitätssicherung, verstanden werden.
Art und Umfang der Führungsunterstützung unterscheiden sich grundlegend in Abhängigkeit von der betrachteten inhaltlichen Ebene. Bei generischer Betrachtung lassen sich drei Ebenen der Unternehmensführung differenzieren:
Normative Ebene: Die normative Ebene stellt die oberste Ebene im System
der Unternehmensführung dar. „Die Ebene des normativen Managements beschäftigt sich mit den generellen Zielen der Unternehmung, mit Prinzipien, Normen und Spielregeln, die darauf ausgerichtet sind, die Lebens- und Entwicklungsfähigkeit der Unternehmung zu ermöglichen.“ Inhalte der normativen Führung sind damit neben den Unternehmenszielen insbesondere auch Unternehmenswerte und Unternehmenskultur.
Strategische Ebene: Im Zentrum der strategischen Ebene stehen die Erfolgspotenziale eines Unternehmens. Bei ihnen handelt es sich um die produkt- und marktspezifischen Voraussetzungen für einen wirtschaftlichen Erfolg (z. B. technologisch überlegene Produkte, Basistechnologien, Geschäftsmodelle, Prozessstrukturen): „Die strategische Unternehmensführung ist auf die Entwicklung bestehender und die Erschließung neuer Erfolgspotenziale ausgerichtet und beschreibt die hierfür erforderlichen Ziele, Leistungspotenziale und Vorgehensweisen.“  Entscheidungen der strategischen Ebene betreffen damit letztlich Strategien, Strukturen und Schlüsselpersonen sowie Systeme eines Unternehmens.
Operative Ebene: Die operativen Planungs-, Steuerungs- und Kontrollprozesse haben die Nutzung der vorhandenen Erfolgspotenziale zum Ziel. Sie bewegen sich innerhalb des Rahmens, der durch strategische Entscheidungen gesetzt wurde.
Strategisches Controlling kombiniert das Grundkonzept des Controllings mit der strategischen Ebene der Unternehmensführung. Strategisches Controlling hat damit die Aufgabe der ergebnis- bzw. wertzielorientierten Rationalitätssicherung im Hinblick auf die Sicherung und Weiterentwicklung bestehender und die Erschließung neuer Erfolgspotenziale.
Die einzelnen Aufgaben des strategischen und des operativen Controllings unterscheiden sich grundlegend als Resultat der unterschiedlichen unternehmerischen Freiheitsgrade von strategischer und operativer Führung. Daraus wird mitunter gefolgert, dass der Begriff „Operatives Controlling“ mit quantitativen bzw. monetären Informationen gleichzusetzen sei und „Strategisches Controlling“ mit qualitativen Informationen. Eine derartige Zweiteilung verkennt allerdings den Unterstützungsbedarf bei strategischen Entscheidungen. „Die große Herausforderung besteht im Strategieprozess genau darin, qualitative Informationen schrittweise in quantitative und zuletzt monetäre Informationen zu überführen, um sie einer Bewertung zugänglich zu machen.“ Die enge Verbindung der verschiedenen Informationskategorien lässt sich an nachfolgendem Beispiel im Zusammenhang mit Investitionsüberlegungen veranschaulichen, bei dem die Informationsstufen aufeinander aufbauen:
Qualitative Informationen: u. a. Trends in der Gesetzgebung („Wird es zu einer Verschärfung von gesetzlichen Regelungen für ein spezifisches Produkt kommen?“),
Quantitativ nichtmonetäre Informationen: u. a. Größe des interessierenden Marktes in Stück („Wie groß ist der Markt gemessen in verkauften Einheiten heute und wie wird er durch die gesetzlichen Trends beeinflusst?“) und
Quantitativ monetäre Informationen: u. a. Größe des Marktes in €; Ergebniswirkungen eines strategischen Projektes („Wie groß ist der Markt gemessen in € aktuell und wie groß wird er in der Zukunft sein? Welchen Einfluss können unterschiedliche Preis-/Kostenentwicklungen auf das Nachfrageverhalten und die Marktgröße besitzen? Wie hoch sind die erforderlichen Investitionen, um an dem Markt zu partizipieren? Wie attraktiv ist das Investment auf Basis des Kapitalwertes? Wie sehen die monetären Konsequenzen eines ‚Worst Case‘-Szenarios aus? Könnten sie die Unternehmensexistenz bedrohen?“)
Im Gegensatz zu operativem Controlling, das auf Gewinn und Liquidität in Gegenwart und naher Zukunft („heute“) ausgerichtet ist, zielt strategisches Controlling auf die nahe und ferne Zukunft und damit einen grundsätzlich offenen Zeithorizont. Die Unterstützungsfunktion des strategischen Controllings bezieht sich dabei auf Entscheidungen zur Existenzsicherung (Aufbau und Weiterentwicklung von Erfolgspotenzialen) mit denen Gewinn und Liquidität in der Zukunft („morgen“) gewährleistet werden soll. Dies ist zugleich eine Voraussetzung für die Steigerung des Unternehmenswertes. Der Zeithorizont der nahen und fernen Zukunft ist das Resultat der strategischen Freiheitsgrade und kann in seiner konkreten Ausprägung je nach Branche erheblich variieren.
Die Unterstützung des Managements wird durch das strategische Controlling in den einzelnen Phasen des strategischen Managementprozesses erbracht. Dieser kann idealtypisch als ein Planungs-, Steuerungs- und Kontrollprozess nach dem Regelkreisprinzip interpretiert werden, und umfasst folgende Phasen:
- Strategische Zielplanung: „Welche Ziele soll das Unternehmen erreichen?“
- Strategische Analyse und Prognose: „Welchen Chancen/Risiken steht das Unternehmen gegenüber, welche Stärken/Schwächen besitzt es?“
- Entwicklung von Strategiealternativen: „Wie könnte das Unternehmen Wettbewerbsvorteile erlangen bzw. verteidigen?“
- Strategiebewertung und -auswahl: „Was ist die Beste der Strategien für das Unternehmen, welche Entscheidung wird getroffen?“
- Strategieimplementierung: „Wie setzt das Unternehmen den Strategieentscheid konkret um?“
- Strategische Kontrolle: „Ist das Unternehmen auf dem richtigen Weg und wie kommt es voran?“

Aus einem Verständnis von Controlling als Führungsunterstützung ergibt sich damit eine entsprechende prozessbezogene Aufgabe für das strategische Controlling: „Der strategische Managementprozess ist durch ein prozessbegleitendes strategisches Controlling in allen Phasen zu unterstützen.“
Die Phaseninhalte verdeutlichen eine besondere Vielfalt der (Unterstützungs-)Aufgaben. Insbesondere im Bereich der Beurteilung von Strategien bestehen enge Verknüpfungen zum rechnungswesenorientierten Controlling, speziell der gesamtunternehmensbezogenen Ergebnis- und Finanzplanung. Strategisches Controlling bildet unter diesen Aspekten eine Schnittmenge von Aufgaben bzw. Unterstützungsaufgaben aus strategischem Management und rechnungswesenorientiertem Controlling. Es handelt sich als Konzept um einen multidisziplinären Ansatz, mit dem angestrebt wird, die erforderlichen, verschiedenartigen Informationen und Instrumente bestmöglich zu integrieren.

## Personelle Träger
Bei den personellen Trägern des strategischen Controllings lassen sich im Wesentlichen vier Stufen unterscheiden, die durch zunehmende Spezialisierung gekennzeichnet sind:
Stufe 1: Strategisches Controlling wird durch das Top-Management ohne weitere spezialisierte Unterstützung selbst wahrgenommen.
Stufe 2: Es erfolgt eine Unterstützung des Top-Managements in monetären Fragen durch das rechnungswesenorientierte Controlling. Diese Fragen betreffen insbesondere die Auswirkungen von Strategien auf GuV, Bilanz und Liquidität.
Stufe 3: Neben quantitativen Informationen werden in einem gewissen Umfang auch qualitative Informationen und entsprechende Instrumente in den Prozess eingebracht. Der Leiter Controlling bzw. sein Vorgesetzter ist i. d. R. Mitglied des Top-Managements und nimmt hier die Aufgaben des strategischen Controllings wahr.
Stufe 4: Das Top-Management wird durch eine Kombination aus spezialisierter Strategieeinheit und rechnungswesenorientiertem Controlling unterstützt.
Kennzeichnend für die Stufe 4 ist, dass die Aufgaben des strategischen Controllings von zwei spezialisierten Einheiten wahrgenommen werden. Aufgaben mit Ausrichtung auf externe strategische Themenfelder (z. B. strategische Positionierung von Geschäftseinheiten) werden vorrangig durch eine strategieorientierte Unterstützungseinheit wahrgenommen. Dabei handelt es sich typischerweise um eine separate Strategieabteilung/Abteilung für Unternehmensplanung/Business Development mit Stabstellencharakter.
Aufgaben mit Ausrichtung auf die primär monetären Komplexe werden dagegen vorrangig durch die Controllingeinheiten des rechnungswesenorientierten Controllings wahrgenommen.
Zunehmende Bedeutung erlangt in der Stufe 4 die Funktion des Chief Strategy Officer, als Leiter der Strategieeinheit mit Executive-Rang.

## Strategisches Controlling in den einzelnen Phasen des strategischen Managementprozesses

### Strategische Zielplanung
In der strategischen Zielplanung sind die grundlegenden Wert-, Sach- und Sozialziele für das Unternehmen zu definieren bzw. im Rahmen der normativ vorgegebenen Entscheidungen zu präzisieren. Dies betrifft insbesondere für Wertziele das Konkretisieren von Zielinhalt („Was“), Zielausmaß („Wie viel“) und zeitlichem Bezug („Bis wann“).
Die Aufgabe des strategischen Controllings besteht insbesondere in der Bereitstellung der erforderlichen markt- und wettbewerbsorientierten Informationen zur sachlichen
Fundierung der Zielentscheidungen. Der Schwerpunkt liegt bei den Wertzielen, und zwar hinsichtlich Metriken (Zielinhalt), anzustrebenden Niveaus (Zielausmaß) und Zeithorizont.
Die Zielinhalte strategischer Wertziele können folgenden Feldern zugeordnet werden:
1. Unternehmenswachstum und Profitabilität (z. B. Umsatzerlöse und EBIT),
2. Liquidität (z. B. Free Cash Flow),
3. Kapitalrentabilität (z. B. ROCE),
4. Kapitalstruktur (z. B. Eigenkapitalquote).
5. Unternehmensrisiko (z. B. Cashflow-Volatilität gemäß Risikoanalyse und Risikoaggregation)

Die empfohlenen Metriken müssen ebenso wie das anzustrebende Niveau und der Zeithorizont Markt-/Branchen- sowie Eigentümererwartungen berücksichtigen.

### Strategische Analyse und Prognose
Die strategierelevanten Bereiche des Umfeldes (Chancen/Risiken) und des Unternehmens (Stärken/Schwächen) werden untersucht, um eine präzisere Einschätzung der strategischen Herausforderung zu gewährleisten bzw. diese überhaupt erst zu identifizieren. Hierfür werden Gegenwarts- und Vergangenheitsdaten mit Analyseverfahren ausgewertet. Die gewonnenen Informationen dienen als Input für Prognoseverfahren, mit denen Aussagen über die zukünftige Entwicklung getroffen werden.
Die Aufgaben des strategischen Controllings bestehen im Bereitstellen von Analyse-
und Prognoseinstrumenten, dem Unterstützen der Instrumentenanwendung in den Linieneinheiten, dem Erheben von unternehmensexternen und -internen Informationen und deren zielorientierter, systematischer Aufbereitung (auf Anforderung bzw. als Dienstleistung oder auf eigene Initiative).
Die nachfolgend genannten Analyse- und Prognoseinstrumente können als ein Basisinstrumentarium für das strategische Management bzw. das strategische Controlling verstanden werden („Werkzeugkasten des strategischen Controllings“). Dieses ist bedarfsorientiert einzusetzen und auch zu erweitern.
Für den Bereich der globalen und der speziellen Umweltanalyse
- PESTEL-/STEP-Analyse
- Szenariotechnik
- Five-Forces-Analyse
- Marktanalyse
- Kundenanalyse
- Konkurrentenanalyse / Competitive Intelligence
- Profit-Pool-Analyse.

Für Analysen im Übergang zwischen Umwelt und Unternehmen
- Stakeholder-Analyse
- Benchmarking und
- Portfolio-Analyse, z. B. mit BCG-Matrix,  McKinsey-Portfolio,  Technologie-Portfolio-Analyse

Als Analyse-Instrument vorrangig im Unternehmen
- Ressourcen-, Fähigkeiten- und Kernkompetenz -Analyse
- Risikoanalyse, Risikoquantifizierung und Risikoaggregation (im Risikocontrolling)

Unter dem Aspekt des rechtzeitigen Erkennens von strategierelevanten Entwicklungen ist
darüber hinaus auch ein Früherkennungssystem von spezieller Bedeutung (siehe Risikomanagement)
Die SWOT-Analyse verdichtet die Analyse- und Prognoseinformationen zur kombinierten Betrachtung von Chancen und Risiken aus dem Umfeld und Stärken und Schwächen des Unternehmens. Sie bildet damit einen Ausgangspunkt für das Erarbeiten von Strategiealternativen.

### Entwicklung von Strategiealternativen
Innerhalb der Phase werden alternative strategische Handlungsmöglichkeiten erarbeitet, mit denen Erfolgspotenziale aufgebaut oder bestehende Erfolgspotenziale verteidigt werden können. Im Falle der Corporate Strategy betrifft dies die Frage, in welchen Geschäftsfeldern ein Unternehmen aktiv sein will und damit Fragen des Geschäftsportfolios („Where to compete?“). Bei der Business Strategy handelt es sich um die Frage, wie das Unternehmen in einem gewählten Geschäftsfeld dann Wettbewerbsvorteile erreichen kann („How to compete?“).
Die Aufgaben des strategischen Controllings unterscheiden sich in Abhängigkeit von Corporate Strategy und Business Strategy. Im Bereich der Corporate Strategy handelt es sich vor allem um das Erarbeiten von Alternativen zur Portfolioveränderung. Dazu zählen z. B. M&A-Strategien, über die der Eintritt in neue Geschäftsfelder erfolgt. Im Bereich der Business Strategy liegt der Schwerpunkt der Alternativenentwicklung bei den Führungskräften der relevanten Einheiten. Die Unterstützung durch das strategische Controlling erfolgt somit eher selektiv.

### Strategiebewertung und -auswahl
Dem Erarbeiten von Strategiealternativen schließt sich die Beurteilung im Hinblick auf die formulierten strategischen Ziele an, um nachfolgend die Entscheidung für eine Strategie- bzw. ein Strategieprogramm zu treffen.
Die Aufgabe des strategischen Controllings liegt in dieser Phase in der Unterstützung bis hin zur Durchführung der Alternativenbewertung (vgl. Bewertung). Diese erfolgt im Hinblick auf monetäre und nicht-monetäre Ziele als Entscheidungsbasis für das Management; insbesondere unter Beachtung der Auswirkungen auf die erwarteten Cashflows, die Kapitalkosten und das Rating (über die operative Unternehmensplanung). Dabei sollte das Ertrag-Risiko-Profil der strategischen Handlungsalternativen verglichen werden (z. B. anhand des Unternehmenswerts als Erfolgsmaßstab). Die Implikationen einer Strategie für das zukünftige Rating (Insolvenzrisiko) sollen besondere Beachtung finden, um eine Bestandsgefährdung des Unternehmens zu vermeiden (vgl. Anforderung des KonTraG). Das Treffen der Entscheidung stellt dagegen eine konstitutive Aufgabe des Managements dar.
Die Bewertung der Alternativen vollzieht sich auf unterschiedlichen Ebenen:
- Strategieebene

Es erfolgt die Bewertung im Hinblick auf die Lösung eines eingegrenzten strategischen Problems (z. B. die Internationalisierung des Geschäftes). Die ermittelte Lösung soll bezogen auf das Problem vorteilhaft sein und von allen untersuchten Alternativen auch die relativ Beste darstellen. Beurteilungsinstrumente sind insbesondere die Kapitalwertmethode (monetäre Ziele) und die Nutzwertanalyse (kombinierte monetäre und nicht monetäre Ziele).
- Organisations-/Gesamtunternehmensebene

Eine Organisationsebene stellt eine übergeordnete Einheit mit Profit-
und Loss-Verantwortung dar. Der Strategieebene können eine oder mehrere Organisationsebenen übergeordnet sein, wobei die oberste dieser Ebenen der Gesamtunternehmensebene entspricht. Die Letztentscheidung kann nur auf der
Ebene des Gesamtunternehmens getroffen werden, da die Gesamtunternehmensziele den Zielen der anderen Organisationsebenen übergeordnet sind. Daher sind aus monetärer Sicht die vorgeschlagenen Strategien mit ihren Wirkungen in der gesamtunternehmensbezogenen Ergebnis- und Finanzplanung abzubilden. Für die Bewertung hinsichtlich kombinierter monetärer und nicht monetäre Ziele gelangt auch hier die Nutzwertanalyse zum Einsatz.

### Strategieimplementierung
Die Strategieimplementierung weist deutliche Unterschiede zum Prozess der Strategieentwicklung auf. Bei der Strategieentwicklung handelt es sich um einen vorrangig intellektuellen Prozess, bei dem analytische Fähigkeiten, sowie Intuition und Kreativität gefordert sind. Der Kreis, der einbezogenen Personen, ist tendenziell klein. Im Gegensatz dazu ist die Strategieimplementierung vorrangig ein operativer Prozess, bei dem eine Vielzahl von Personen und Einzelaktivitäten zu koordinieren sind. Oftmals sind für das Implementieren von Strategien auch Veränderungen der Unternehmensstrukturen und -systeme notwendig.
Das Implementieren einer Strategie entsprechend damit in zentralen Merkmalen einem Change-Management-Prozesses. Aus ganzheitlicher Sicht empfiehlt sich damit die Nutzung entsprechender Konzepte, wie z. B. des von Krüger entwickelten 3W-Modells.
Aufgabe, Kompetenz und Verantwortung für das Implementieren strategischer Entscheidungen ist grundsätzlich den (Linien-)Führungskräften einer Organisation zuzuordnen. Auch das Top Management steht in der Implementierung aber konkreten (erfolgskritischen) Herausforderungen gegenüber, wie z. B. Adelt in seinem Gestaltungskonzept für eine erfolgreiche Strategieumsetzung aufzeigt.
Die Aufgabe des strategischen Controllings liegt in der fallweisen Unterstützung der Implementierungsaktivitäten hinsichtlich Strategie-/Strategieprogramm und Strukturen. Daneben übernimmt das strategische Controlling die Richtlinienkompetenz für strategie-/wertorientierten Managementsysteme (insbesondere Incentivesystemen) sowie bedarfsweise auch deren Gestaltung.

### Strategische Kontrolle
Grundprinzip der strategischen Kontrolle ist die Zukunftsorientierung: „Die Kontrolle strategischer Planungen muss [...] primär zukunftsorientiert, vorkoppelnd („feed forward“) ausgerichtet sein und parallel zu den Planungs- und Realisationsprozessen – nicht erst nach deren Abschluss – erfolgen.“ Mit einer derartigen zukunftsgerichteten Kontrolle wird es möglich, Einflussfaktoren auf die strategischen Entscheidungs- und Umsetzungsprozesse rechtzeitig zu identifizieren, um erforderliche Anpassungen nach dem Regelkreisprinzip durchzuführen.
Zu den Teilbereichen der strategischen Kontrolle gehören:
- Prämissenkontrolle
- Konsistenzkontrolle
- Fortschrittskontrolle

Im weiteren Sinne kann auch die Erfolgskontrolle nach Implementierung der strategischen Kontrolle zugerechnet werden, wobei es sich dann um eine Abschlusskontrolle handelt.
Speziell von Bea/Haas wird die Kontrolle der strategischen Potenziale als zusätzliches
Element der strategischen Kontrolle betont. Eine Kontrolle der strategischen Potenziale kann allerdings auch der Strategieentwicklung zugeordnet werden, wo zu diesem Zweck u. a. die SWOT-Analyse zum Einsatz gelangt. Ähnlich kann dies für die von Schreyögg/Steinmann formulierte umfassende „Strategische Überwachung“ gesehen werden. Es handelt sich um die globale, ungerichtete Kontrolle von Umwelt und Unternehmung, für die z. B. Frühwarnsysteme der 3. Generation zum Einsatz gelangen können.
Zu den Aufgaben des strategischen Controllings im Kontext der strategischen Kontrolle gehören insbesondere die Übernahme der prozessbegleitenden Kontrollfunktion und das Initiieren erforderlicher Anpassungen, wobei die finalen Entscheidungsbefugnisse für das Durchführen von Anpassungen auf der Managementebene liegen.